# Château d'Okoř
Le château d'Okoř est une forteresse médiévale, dont les ruines s'élèvent sur un promontoire rocheux qui surplombe le village d'Okoř. Il est situé à 14 km au nord-ouest du centre de Prague, dans la région de Bohême-Centrale, en République tchèque.

## Histoire
En 1228, une forteresse fut construite dans le petit hameau d'Okoř. Elle fut en 1359 transformée en un château gothique par Frantisek Rokyčansky, un riche bourgeois de la vieille ville de Prague, et à nouveau modifié par les seigneurs de Donin. En 1518, sous le règne de Boîtitas de Martinice, le château fut transformé en une résidence de style Renaissance.
Pendant la guerre de Trente Ans, le château fut gravement endommagé, puis il fut restauré dans le style baroque. Il reçut une nouvelle extension dans la seconde moitié du XVe siècle. Au XVIIe siècle, il était la propriété des jésuites jusqu'à leur départ de Bohême à la fin du XVIIIe siècle. Laissé à l'abandon, le château d'Okoř tomba alors peu à peu en ruine.
Le château d'Okor est protégé depuis 1958 en tant que « monument culturel ».

## Source
- (en) Cet article est partiellement ou en totalité issu de l’article de Wikipédia en anglais intitulé « Okoř Castle » (voir la liste des auteurs).